# フジテレビ木曜7時枠の連続ドラマ
フジテレビ木曜7時枠の連続ドラマ（フジテレビもくようしちじわくのれんぞくドラマ）は、フジテレビ系列が過去7期にわたって毎週木曜 19:00 - 19:30 （第7期のみ19:00 - 19:57）に編成していたフジテレビ製作のテレビドラマ放送枠である。この時間帯に放送されていた『まるまるちびまる子ちゃん』はドラマとバラエティ番組の複合番組ではあるが、便宜上ドラマとする。
この時間帯に放送されていたテレビアニメに関しては、

## 概要
初の放送作品は、日曜19:30枠から移動してきた『小天狗小太郎』。
1964年4月に日曜20:00枠からアニメ『鉄人28号』（第1作）が移動してきてからは、アニメもしくはバラエティ番組の放送が中心となった。その後もこの時間帯では散発的にドラマの放送が行われたものの、1973年9月27日に放送された『ロボット刑事』の最終回をもって中断状態に入った。ただし系列準キー局の関西テレビは、1981年10月から1982年3月までこの時間帯に阪急ドラマシリーズの『事件ですよ!』を放送していたことがある。

## 放送作品一覧
▲マークのある作品は海外ドラマ。

### 第1期
- 小天狗小太郎（1960年11月 - 1961年3月2日） - 日曜19:30枠から移動。
- 三太物語（1961年3月9日 - 1962年5月31日）

### 第2期
- ジャングル・ガール（1963年2月2日[要検証 – ノート] - 4月11日）▲
- キャプテン・ドレーク（1963年4月18日 - 10月10日）▲
- わんぱく同盟（1963年10月17日 - 1964年4月4日[要検証 – ノート]） - 土曜19:30枠へ移動。

### 第3期
- 忍者部隊月光（1966年1月6日 - 3月31日） - 金曜19:00枠から移動。

### 第4期
- バンパイヤ（1968年10月3日 - 12月26日） - 土曜19:00枠へ移動。

### 第5期
- 金メダルへのターン!（1970年10月1日 - 1971年3月） - 月曜19:00枠から移動。後に月曜19:00枠へ移動。

### 第6期
- ロボット刑事（1973年4月5日 - 9月27日）

### 第7期
- まるまるちびまる子ちゃん（2007年4月19日 - 2008年2月28日） - この作品のみ19:00 - 19:57の57分枠で放送。

参考：『タイムテーブルからみたフジテレビ50年史』フジテレビ編成制作局知財情報センター調査部、2009年、7 - 195頁。